# Johannes Tanner (Politiker, 16. Jh.)
Johannes Tanner († nach dem 22. April 1596 in Herisau; heimatberechtigt in Herisau) war ein Schweizer Landammann und Tagsatzungsgesandter aus dem Kanton Appenzell Ausserrhoden.

## Leben
Johannes Tanner ist wohl identisch mit einem 1553 als Hauptmann der Rhode Herisau belegten Mann gleichen Namens. Er ist in diesem Amt quellenmässig erst ab 1564 bis 1589 gut fassbar. Tanner war im Land Appenzell von 1588 bis 1589 regierender Landammann und ab 1589 bis 1590 Landesstatthalter. Tanner wirkte als Tagsatzungsgesandter. Er wurde oft mit diplomatischen Missionen betraut wie 1578 wegen der rheintalischen Angelegenheiten. Im Jahr 1588 wurde er wegen des Gruber Kollaturstreits nach St. Gallen entsandt. Während der konfessionellen Konflikte vertrat Tanner nicht kompromisslos radikale reformierte Standpunkte, sondern trachtete nach dem Ausgleich. Er gilt als Stammvater eines Zweigs des Herisauer Geschlechts Tanner.